# Macrophiothrix variabilis
Macrophiothrix variabilis is een slangster uit de familie Ophiotrichidae.
De wetenschappelijke naam van de soort werd in 1887 gepubliceerd door Peter Martin Duncan.